# Rebekka Müller

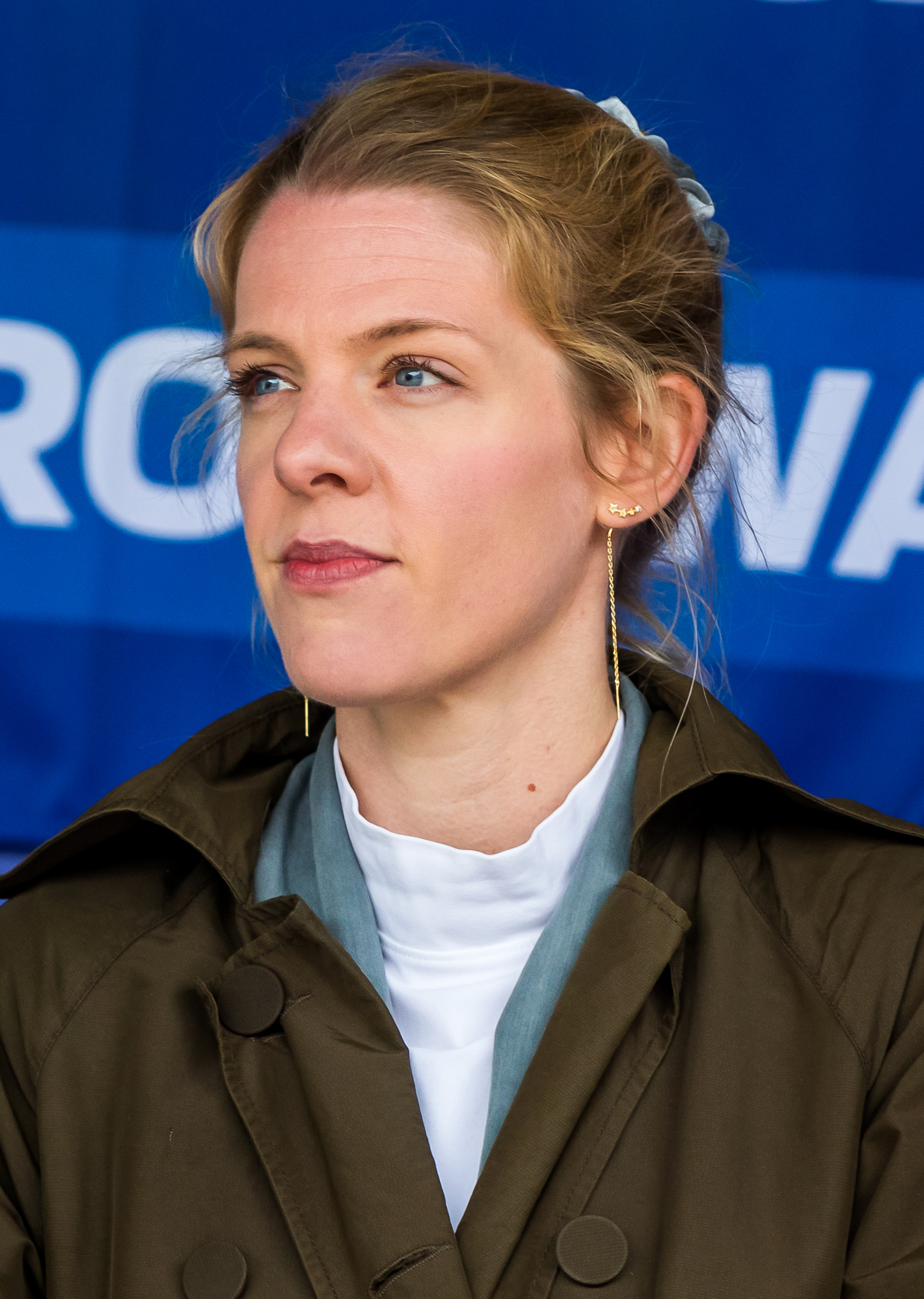
Rebekka Müller (2024)

Rebekka Frieda Müller (* 1988 in Berlin) ist eine deutsche Politikerin (Volt). Sie war von Januar 2022 bis Juni 2023 Bundesvorsitzende von Volt. Bei der Bundestagswahl 2021 war sie zudem Bundesspitzenkandidatin dieser Partei, bei der Europawahl 2024 gehörte sie zum Spitzenquartett.

## Leben
Rebekka Müller studierte von 2008 bis 2011 zunächst Betriebswirtschaftslehre an der Freien Universität Berlin, wo sie ihren Bachelor abschloss, und absolvierte dann von 2011 bis 2014 an der privaten Zeppelin Universität in Friedrichshafen ein Masterstudium. Anschließend arbeitete Müller als Unternehmensberaterin und Projektmanagerin.

## Politische Laufbahn
In Folge des Brexits, der Wahl von Donald Trump und durch die Proteste von Fridays for Future beschloss Müller, selbst politisch aktiv zu werden, und schloss sich 2019 Volt an. Nach Medienberichten hat sie 2020 ihre Arbeitstätigkeit aufgegeben, um sich in Vollzeit ehrenamtlich zu engagieren. 2020 kandidierte Müller bei der Kommunalwahl in Köln als Direktkandidatin im Wahlkreis Ehrenfeld 5 und stand auf Listenplatz 5 der Partei. Für die Volt-Fraktion im Stadtrat von Köln sitzt sie seither als Sachkundige Bürgerin im Fachausschuss.
Bei der Bundestagswahl 2021 war Müller neben Hans-Günter Brünker Bundesspitzenkandidatin von Volt. Müller war 2022 zusammen mit Connor Geiger, sowie nach dessen Rücktritt im Dezember 2022 von Januar bis Juni 2023 zusammen mit Tim Marton Bundesvorsitzende der Partei. Gemeinsam mit JoinPolitics initiierte sie das Förderprogramm Team Europa, um politische Talente und insbesondere Diversität in der politischen Landschaft zu fördern.
Sie gab an, wegen ihrer geplanten Kandidatur zur Europawahl beim Bundesparteitag am 24. Juni 2023 nicht erneut für den Vorsitz zu kandidieren. Lara Neumann wurde zu ihrer Nachfolgerin gewählt. Bei der Aufstellungsversammlung in Erfurt am 16. September wurde Müller als Teil eines Spitzenquartetts für die Europawahl 2024 gewählt. Zum Spitzenquartett gehörten ebenfalls Damian Boeselager, Nela Riehl und Kai Tegethoff. Volt gewann bei der Wahl deutlich hinzu und konnte drei Mandate erringen, für Müller auf Listenplatz 4 reichte es jedoch nicht für den Einzug in das Europäische Parlament.

## Politische Positionen

### Klimaschutz
Müller fordert, dass das 1,5-Grad-Ziel eingehalten wird und Europa bis 2035 CO₂-neutral und bis 2040 klimaneutral ist. Dazu schlägt sie vor, eine CO2-Bepreisung einzuführen und erneuerbare Energien ausbauen.
Digitalisierung und Künstliche Intelligenz betrachtet Müller als zentralen Baustein für Fortschritte im Klimaschutz und Wirtschaftsentwicklung.

### Wirtschaftspolitik
Unternehmensgründungen sollen durch Bürokratieabbau und gezielte Bereitstellung von Risikokapital in der Frühphase gefördert werden.

### Europäischer Föderalismus
Müller befürwortet die Gründung eines europäischen Föderalstaats, um Herausforderungen, wie Pandemien oder die globale Erwärmung, besser zu bewältigen.

## Privates
Müller wohnt in Köln. Sie ist Vegetarierin.
Anfang 2023 wurde Müller Mutter eines Kindes. Sie engagiert sich weiter politisch, u. a. kandidierte sie zur Europawahl 2024. Ihrer Meinung nach solle eine Mutterschaft kein Karrierehindernis darstellen.